# Żegnaj XX wieku
Żegnaj XX wieku! (maced. Збогум на дваесеттиот век!) – komedia science fiction produkcji macedońskiej, w reżyserii Darko Mitrewskiego i Aleksandra Popowskiego.

## Fabuła
Film składa się z trzech odrębnych opowieści. Pierwsza z nich rozgrywa się w roku 2019, kiedy świat jest zniszczony po wojnie. Człowiek o imieniu Kuzman zostaje skazany na śmierć przez nomadyczne plemię, ale Kuzmana nie udaje się zastrzelić. Przeraża go myśl, że będzie w tym świecie żył wiecznie i próbuje się dowiedzieć, jak tego uniknąć. Druga opowieść trwa zaledwie 3 minuty i rozgrywa się w roku 1900. Próba zarejestrowania po raz pierwszy na taśmie filmowej wesela kończy się awanturą, kiedy okazuje się, że małżonkowie to brat i siostra. Trzecia opowieść rozgrywa się w noc sylwestrową 1999/2000. Człowiek ubrany w strój Świętego Mikołaja powraca do domu, z którego wyrusza żałobna procesja. Kiedy zaczyna grać muzyka i słychać dźwięk gitary Sida Viciousa, grającego utwór My Way procesja zamienia się w bijatykę.

## Obsada
- Lazar Ristovski jako Święty Mikołaj
- Nikoła Ristanowski jako Kuzman
- Wlado Jovanowski jako Prorok
- Dejan Acimović jako ksiądz
- Petar Temelkowski jako brat
- Sofija Kunowska jako siostra
- Toni Mihajłowski jako Zielonowłosy Mężczyzna
- Igor Dżambazow
- Mladen Krstewski

## Nagrody i wyróżnienia
- 1999: Espoo Ciné International Film Festival - nagroda dla najlepszego europejskiego filmu fantasy

Film został zgłoszony przez  Macedonię do nagrody Amerykańskiej Akademii Filmowej w kategorii najlepszy film nieanglojęzyczny, ale nie otrzymał nominacji.